# Ligue d'Afrique-Occidentale française de football
La Ligue d'AOF de football, créée en 1946 et dissoute en 1960, est une organisation sportive affiliée à la Fédération française de football chargée d'organiser les compétitions de football en Afrique-Occidentale française, et notamment de la Coupe d'Afrique-Occidentale française.